# Bóng bàn tại Đại hội Thể thao Đông Nam Á 2001
Bóng bàn tại Đại hội Thể thao Đông Nam Á năm 2001 được tổ chức từ ngày 9 đến 16 tháng 9 năm 2001 tại nhà thi đấu TNB Pantai Kilat Hall, Kuala Lumpur, Malaysia.  Chương trình thi đấu bao gồm 7 nội dung thi đấu: đơn nam, đơn nữ, đôi nam, đôi nữ, đôi nam nữ, đồng đội nam và đồng đội nữ. Đoàn thể tháo Singapore thống trị môn bóng bàn với 5 huy chương vàng.

## Tóm tắt kết quả
| Nội dung     | Vàng                                                                                               | Bạc                                                                                             | Đồng                                                                                 |
| ------------ | -------------------------------------------------------------------------------------------------- | ----------------------------------------------------------------------------------------------- | ------------------------------------------------------------------------------------ |
| Đồng đội nam | Thái Lan (THA) · Phakphoom Sanguansin · Phuchong Sanguansin · Chaisit Chaitat · Sanan Ariyachotima | Singapore (SIN) · Zhang Tai Yong · Duan Yong Jun · Cai Xiao Li · Raymond Sen Yew Fai            | Malaysia (MAS) · Tan Chin · Chan Koon Wah · Jong Min Shing · Oh Chor Sime            |
| Đồng đội nam | Thái Lan (THA) · Phakphoom Sanguansin · Phuchong Sanguansin · Chaisit Chaitat · Sanan Ariyachotima | Singapore (SIN) · Zhang Tai Yong · Duan Yong Jun · Cai Xiao Li · Raymond Sen Yew Fai            | Việt Nam (VIE) · Vũ Mạnh Cường · Đoàn Kiến Quốc · Trần Tuấn Quỳnh · Đoàn Trọng Nghĩa |
| Đồng đội nữ  | Singapore (SIN) · Zhang Xue Ling · Li Jia Wei · Tan Paey Fern · Jing Jun Hong                      | Thái Lan (THA) · Anisara Muangsuk · Nanthana Komwong · Pornsri Ariyachotima · Tidaporn Vongboon | Malaysia (MAS) · Beh Lee Wei · Beh Lee Fong · Ng Sock Khim                           |
| Đồng đội nữ  | Singapore (SIN) · Zhang Xue Ling · Li Jia Wei · Tan Paey Fern · Jing Jun Hong                      | Thái Lan (THA) · Anisara Muangsuk · Nanthana Komwong · Pornsri Ariyachotima · Tidaporn Vongboon | Việt Nam (VIE) · Trần Lê Phương Linh · Nguyễn Mai Thy · Lương Thị Tâm · Ngô Thu Thủy |
| Đơn nam      | Vũ Mạnh Cường · Việt Nam                                                                           | Ismu Harinto · Indonesia                                                                        | Duan Yong Jun · Singapore                                                            |
| Đơn nam      | Vũ Mạnh Cường · Việt Nam                                                                           | Ismu Harinto · Indonesia                                                                        | Doan Kien Quoc · Việt Nam                                                            |
| Đơn nữ       | Li Jia Wei · Singapore                                                                             | Nanthana Komwong · Thái Lan                                                                     | Anisara Muangsuk · Thái Lan                                                          |
| Đơn nữ       | Li Jia Wei · Singapore                                                                             | Nanthana Komwong · Thái Lan                                                                     | Jing Jun Hong · Singapore                                                            |
| Đôi nam      | Singapore (SIN) · Duan Yong Jun · Zhang Tai Yong                                                   | Singapore (SIN) · Raymond Sen Yew Fai · Cai Xiao Li                                             | Thái Lan (THA) · Phakphoom Sanguansin · Phuchong Sanguansin                          |
| Đôi nam      | Singapore (SIN) · Duan Yong Jun · Zhang Tai Yong                                                   | Singapore (SIN) · Raymond Sen Yew Fai · Cai Xiao Li                                             | Indonesia (INA) · Ismu Harinto · Dian David Mickael Jacobs                           |
| Đôi nữ       | Singapore (SIN) · Jing Jun Hong · Li Jia Wei                                                       | Indonesia (INA) · Fauziah Yulianti · Putri Septi Naulina Hasibuan                               | Indonesia (INA) · Rossy Pratiwi Dipoyanti · Christine Ferliana                       |
| Đôi nữ       | Singapore (SIN) · Jing Jun Hong · Li Jia Wei                                                       | Indonesia (INA) · Fauziah Yulianti · Putri Septi Naulina Hasibuan                               | Malaysia (MAS) · Beh Lee Wei · Beh Lee Fong                                          |
| Đôi nam nữ   | Singapore (SIN) · Zhang Tai Yong · Jing Jun Hong                                                   | Thái Lan (THA) · Phakphoom Sanguansin · Nanthana Komwong                                        | Việt Nam (VIE) · Vũ Mạnh Cường · Ngô Thu Thủy                                        |
| Đôi nam nữ   | Singapore (SIN) · Zhang Tai Yong · Jing Jun Hong                                                   | Thái Lan (THA) · Phakphoom Sanguansin · Nanthana Komwong                                        | Singapore (SIN) · Duan Yong Jun · Li Jia Wei                                         |

## Bảng huy chuơng
| Hạng               | Đoàn               | Vàng | Bạc | Đồng | Tổng số |
| ------------------ | ------------------ | ---- | --- | ---- | ------- |
| 1                  | Singapore (SIN)    | 5    | 2   | 3    | 10      |
| 2                  | Thái Lan (THA)     | 1    | 3   | 2    | 6       |
| 3                  | Việt Nam (VIE)     | 1    | 0   | 4    | 5       |
| 4                  | Indonesia (INA)    | 0    | 2   | 2    | 4       |
| 5                  | Malaysia (MAS)     | 0    | 0   | 3    | 3       |
| Tổng số (5 đơn vị) | Tổng số (5 đơn vị) | 7    | 7   | 14   | 28      |